# Ademar Paoliello
Ademar Paoliello (Muzambinho, 5 de setembro de 1905 – Rio de Janeiro, 25 de abril de 1957) foi um médico sanitarista brasileiro.

## Biografia
Filho de Camilo de Lellis Paoliello e de Eponina Magalhães Navarro Paoliello, era bisneto do segundo Barão de Cabo Verde. Foi irmão de Greenhalg Parnaíba Paoliello, de Domingos Paoliello e primo materno, (pelo ramo Pereira de Magalhães), do cientista Vital Brazil.
Fez seus estudos iniciais no Liceu Municipal de Muzambinho, instituição criada por seu avô, o Cel. Francisco Navarro de Moraes Salles.
Graduou-se em medicina pela Faculdade de Medicina da Universidade do Rio de Janeiro, em 1930. Doutor em medicina, teve sua tese sobre profilaxia da febre amarela, aprovada com distinção na cadeira de higiene.
Médico por vocação, desenvolveu brilhante carreira nacional e internacional na área de saúde pública, dedicando-se especialmente ao combate à febre amarela, assim como também fizera, décadas antes, o seu primo Vital Brazil.
- 1932 a 1943 - Médico da Rockefeller Foundation, integrando o serviço de febre amarela e epidemiologia, tendo atuado em quase todos os estados do Brasil.
- 1942 - Curso de saúde pública no Instituto Osvaldo Cruz, tendo obtido 1º lugar em administração sanitária.
- 1944 - Curso na Universidade Johns Hopkins, em Baltimore, Maryland, sobre estatística, parasitologia, microbiologia e administração sanitária.
- 1945 - Estágios nos departamentos de saúde de Nova York, de Battle Creek (Michigan) (Kellogg Foundation), do Texas, de Massachussets e no Centro de Saúde Modelo de Cuernavaca, México, sob a orientação da Rockefeller Foundation, especialmente nas áreas de engenharia sanitária, higiene escolar, higiene do trabalho e educação sanitária.
- 1947 a 1948 - Apresentou trabalhos no congresso sobre doenças transmitidas por artrópodes, patrocinado pela Repartição Sanitária Panamericana, no México. Esteve várias vezes nas Guianas, Venezuela, Colômbia, Peru e Equador para orientar a organização e supervisão dos serviços contra a febre amarela naqueles países.
- 1949 - Pela Repartição Sanitária Panamericana, foi designado para organizar a campanha contra a epidemia de febre amarela surgida na República do Panamá, tendo sido vacinada mais da metade da população e o transmissor erradicado em menos de 4 meses
- 1949 a 1954 - Trabalhou na Organização Mundial da Saúde (Repartição Sanitária Panamericana), organizou e supervisionou as campanhas contra as doenças transmitidas por artrópodes em vários países das três Américas. Organizou, também, a 1º Campanha de Erradicação da Bouba, no mundo, a partir do Haiti.
- 1954 a 1955 - Realizou viagens de estudos nos países da Europa Ocidental, Norte da África e Estados Unidos, referente a trabalhos de organização e administração sanitárias.
- 1955 a 1956 - Assistente do diretor do Serviço Nacional de Febre Amarela e ainda chefe do Departamento Nacional de Endemias Rurais.
- Ministrou vários cursos sobre febre amarela e outras doenças transmitidas por artrópodes na Faculdade Nacional de Medicina e  no Deptº. Nacional de Saúde - Rio de Janeiro.
- Lecionou no Curso Internacional da Organização Mundial de Saude - New York.
- Membro do 1° Congresso Brasileiro de Higiene Escolar - São Paulo.
- Membro da American Public Health Association - New York.
- Membro da Sociedad Mexicana de Higiene - México.
- Membro da Associacion Argentina de Higiene - Buenos Aires.
- Fundador e membro da Sociedade Amazonense de Higiene - Manaus.
- Membro da United States - Mexico Border Public Health Association - El Paso, USA.
- Membro da Associação Paulista de Medicina - São Paulo.